# محمد أبو عيفة
محمد فهد أبو عيفة لاعب كرة قدم سعودي ، يلعب كمدافع يلعب في نادي العقيق.

## مسيرة اللاعب
لعب في نادي الأنصار ونادي الذهب ونادي العقيق.